# Piney (tổng)
Tổng Piney là một tổng của Pháp nằm ở tỉnh Aube trong vùng Grand Est.
Tổng này được tổ chức xung quanh Piney ở quận Troyes. 

## Các đơn vị hành chính
Tổng Piney bao gồm 11 xã với dân số 4 334 người (điều tra năm 1999, dân số không tính trùng).
| Xã               | Dân số | Mã bưu chính | Mã insee |
| ---------------- | ------ | ------------ | -------- |
| Assencières      | 145    | 10220        | 10014    |
| Val-d'Auzon      | 351    | 10220        | 10019    |
| Bouy-Luxembourg  | 160    | 10220        | 10056    |
| Brévonnes        | 584    | 10220        | 10061    |
| Dosches          | 237    | 10220        | 10129    |
| Géraudot         | 291    | 10220        | 10165    |
| Luyères          | 382    | 10150        | 10210    |
| Mesnil-Sellières | 377    | 10220        | 10239    |
| Onjon            | 240    | 10220        | 10270    |
| Piney            | 1 226  | 10220        | 10287    |
| Rouilly-Sacey    | 341    | 10220        | 10328    |

## Thông tin nhân khẩu
| 1962                                                     | 1968  | 1975  | 1982  | 1990  | 1999  |
| -------------------------------------------------------- | ----- | ----- | ----- | ----- | ----- |
| 3 631                                                    | 3 810 | 3 856 | 4 102 | 4 188 | 4 334 |
| Nombre retenu à partir de 1962 : dân số không tính trùng |       |       |       |       |       |